# Jason Robards
Jason Nelson Robards, Jr., född 26 juli 1922 i Chicago i Illinois, död 26 december 2000 i Bridgeport i Connecticut, var en amerikansk skådespelare. Han var gift med Lauren Bacall mellan 1961 och 1969.

## Biografi
Jason Robards växte upp i New York och Los Angeles. Efter examen vid Hollywood High School var han soldat i andra världskriget från 1940 och utmärktes med Navy Cross för sin tapperhet. Efter kriget försökte han först att bli proffsidrottare men beslöt sig sedan för skådespeleriet och studerade vid American Academy of Dramatic Arts. Hans far, Hollywood-stjärnan Jason Robards, Sr. hade vid denna tid redan medverkat i över 200 filmer. I New York överlevde Robards med tillfälliga arbeten vid mindre scener och radion. Hans genombrott kom 1956 i Broadway-uppsättningen av Eugene O'Neills The Iceman Cometh. Han gjorde sin första film, Resan, 1959. Han ville från början inte arbeta inom filmen då han hatade Hollywood och mindes sin fars negativa erfarenheter. Men trots sina framgångar som teaterskådespelare hade han finansiella problem och var i behov av pengar. Han blev känd för en bredare publik genom sin medverkan i filmer som Lång dags färd mot natt (1962).
1968 medverkade Jason Robards i Sergio Leones västernklassiker Harmonica – en hämnare (1968). I Sam Peckinpahs Balladen om Cable Hogue (1970) spelade han huvudrollen och samma år var han med i Tora! Tora! Tora!. Under 1970-talet var Robards med i en svår trafikolycka och han tvungen att genomgå plastikkirurgi i ansiktet. Hans comeback följde bland annat rollen som Washington Posts chefredaktör Benjamin C. Bradlee i Alla presidentens män (1976) för vilken han prisades med Oscar för bästa manliga biroll. Redan ett år senare fick han återigen en Oscar för sin roll som Lillian Hellmans livspartner Dashiell Hammett i Julia. 1981 nominerades han till en Oscar för sin roll som den excentriske miljonären Howard Hughes i Melvin och Howard (1980). Robards var under 1980-talet nästan bara med i TV-produktioner som Dagen efter (1983). Han spelade även om sina teaterroller, bland annat i The Iceman Cometh. Under 1990-talet medverkade han i filmer som Huckleberry Finns äventyr (1993), Heidi (1993) och Philadelphia (1993). Under senare delen av sin karriär spelade han äldre patriarker eller generaler i flera filmer. 1999 gjorde han med rollen som mediemogulen Earl Partridge i Magnolia sin sista filmroll.
Jason Robards avled 26 december 2000 efter en längre tids sjukdom i lungcancer. Han hade två barn med sin sista fru Lois O'Connor. Från sina tidigare äktenskap (bl.a. med Lauren Bacall) hade han ytterligare fyra barn. 2002 delades för första gången Jason Robards Award ut till hans ära.

## Filmografi i urval
- 1959 – Resan
- 1962 – Lång dags färd mot natt
- 1965 – A Thousand Clowns
- 1966 – Alltid på en onsdag
- 1966 – Full hand i Dodge City
- 1967 – Chikago-massakern
- 1967 – Sheriffen i Tombstone
- 1968 – Harmonica – en hämnare
- 1968 – Isadora
- 1970 – Balladen om Cable Hogue
- 1970 – Tora! Tora! Tora!
- 1971 – Johnny Got His Gun
- 1973 – Pat Garrett och Billy the Kid
- 1975 – A Boy and His Dog
- 1976 – Alla presidentens män
- 1977 – Julia
- 1978 – Comes a Horseman
- 1979 – Orkanen
- 1980 – Lyft Titanic
- 1980 – Melvin och Howard
- 1983 – Massor av dollar
- 1983 – Oktoberfolket
- 1983 – Dagen efter (TV-film)
- 1988 – Neon - Bright Lights, Big City (ej krediterad)
- 1988 – Vad vinden sår
- 1989 – Dream a Little Dream
- 1989 – Föräldraskap
- 1990 – Snabba pengar
- 1990 – The Civil War (TV-serie) (röst, nio avsnitt)
- 1993 – Huckleberry Finns äventyr
- 1993 – Heidi TV-film
- 1993 – Philadelphia
- 1994 – Press-stopp!
- 1994 – Little Big League
- 1995 – Rött hav (ej krediterad)
- 1997 – Tusen tunnland
- 1998 – Älskade
- 1998 – Enemy of the State (ej krediterad)
- 1999 – Magnolia

## Teater

### Roller
| År   | Roll  | Produktion                  | Regi        | Teater                                      |
| ---- | ----- | --------------------------- | ----------- | ------------------------------------------- |
| 1994 | Hirst | No Man's Land Harold Pinter | David Jones | Criterion Center Stage Right, New York, USA |